# ادیسان
ادیسان (به فرانسوی: Adissan) یک کمون در فرانسه است که در Canton of Montagnac واقع شده‌است.

## خصوصیات
ادیسان ۴٫۴۶ کیلومترمربع مساحت و ۹۱۲ نفر جمعیت دارد و ۷۶ متر بالاتر از سطح دریا واقع شده‌است.